# Rouville (Oise)
Rouville è un comune francese di 308 abitanti situato nel dipartimento dell'Oise della regione dell'Alta Francia.

## Società

### Evoluzione demografica
Abitanti censiti